# 会津若松市議会
会津若松市議会（あいづわかまつしぎかい）は、福島県会津若松市の地方議会である。

## 概要
- 定数：28人
- 任期：4年。議会解散が実施されれば任期満了前であっても議員任期は終了する。
- 前回選挙：2023年7月30日投開票[1]

- 選挙区：市全体を1選挙区とする大選挙区制（単記非移譲式）
- 所在地：福島県会津若松市東栄町3番46号
- 議長： 清川雅史（令和7年8月現在）
- 副議長：古川雄一（令和7年8月現在）
- 主な仕事：審議、議決、一般質問、代表質問、同意、市政のチェック、請願や陳情の審査、意見書の提出、調査研究、充て職、行政行事出席、行政視察等

### 委員会
- 議会運営委員会
- 広報広聴委員会

#### 常任委員会
- 総務委員会
- 文教厚生委員会
- 産業経済委員会
- 建設委員会
- 予算決算委員会

#### 特別委員会
- 議会評価特別委員会

### 定例会
- 3月、6月、9月、12月

### 事務局
- 議会事務局

## 会派
| 会派名            | 議席数 | 議員名                                                                                                 | 女性議員数 |
| ----------------- | ------ | --- | ---------- |
| 市民クラブ        | 10     | 平田久美、中川廣文、柾谷奈津子、長谷川純一、小倉孝太郎、髙橋義人、清川雅史、石田典男、小畑匠、大竹俊哉 | 2          |
| フォーラム会津    | 5      | 笹内直幸、内海基、長郷潤一郎、古川雄一、渡部認                                                         | 0          |
| 公明党            | 3      | 大島智子、奥脇康夫、大山亨子                                                                           | 2          |
| 創風あいづ        | 3      | 吉田恵三、村澤智、横山淳                                                                               | 0          |
| 立憲連合          | 3      | 丸山さよ子、松崎新、高梨浩                                                                             | 1          |
| （2人以下の会派） | 3      | 原田俊広（日本共産党会津若松市議団） 成田芳雄（夢クラブ） 譲矢隆（社会民主党・市民連合）               | 0          |

（令和7年8月1日現在）

## 議員報酬等
| 役職   | 議員報酬        | 政務活動費     |
| ------ | --------------- | -------------- |
| 議長   | 月額 51万4000円 | 月額 3万5000円 |
| 副議長 | 月額 47万7000円 | 月額 3万5000円 |
| 議員   | 月額 44万7000円 | 月額 3万5000円 |

- 別途、年2回期末手当あり
- 政務活動費の残金は市に返還する義務がある
- 議員年金は2011年（平成23年）6月1日で廃止されている